# Manuel Curros Enríquez

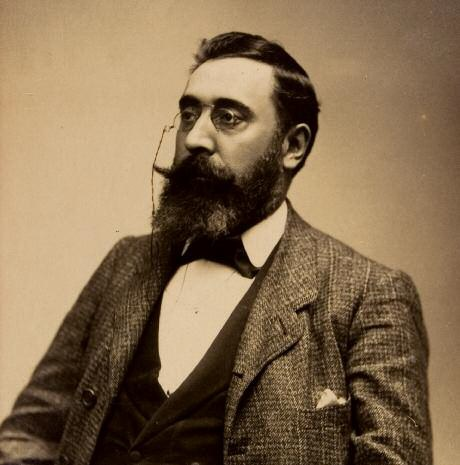
Manuel Curros Enriquez

Manuel Curros Enríquez, född 15 september 1851, död 7 februari 1908, var en galicisk poet.
Curros Enríquez upplivade gamla legender och cantigas och fick stor popularitet med diktsamlingen Aires d'a minha terra (1886). Han skrev även dikter på spanska, bland annat Orbas. Curros Enríquez var även en betydande journalist i både i Madrid och Havanna, dit han emigrerade 1893. Han förföljdes som liberal, och dömdes till fängelse, men domen upphävdes senare av högre instans.